# Zuzana Hájková
Zuzana Hájková, roz. Zahradníková (13. srpna 1963 Praha) je česká systémová knihovnice, náměstkyně ředitele Jihočeské vědecké knihovny v Českých Budějovicích.

## Život
Zuzana Hájková se narodila 13. srpna 1963 v Praze. Po přestěhování rodiny do Karlových Varů vystudovala zdejší gymnázium a pokračovala ve vysokoškolském studiu na Filozofické fakultě Univerzity Karlovy v Praze. V Místní knihovně Karlovy Vary-Dalovice pracovala jako dobrovolník. Po absolvování Filosofické fakulty, katedry knihovnictví a vědeckých informací, kde obhájila titul PhDr. poté působila na místě metodičky v knihovně v Karlových Varech. V roce 1994 se s přestěhovala do Českých Budějovic, kde byla přijata ve Státní vědecké knihovně (dnes Jihočeská vědecká knihovna) na místo knihovnice, nejdříve u výpůjčního pultu a v informačních službě. Díky svému profesnímu zájmu a stálému vzdělávání se vypracovala na místo systémové knihovnice, posléze na místo vedoucí odborného útvaru informačních technologií a knihovnictví, v roce 2012 byla jmenována náměstkyní ředitele Jihočeské vědecké knihovny v Českých Budějovicích pro odborné služby. Svým zájmem o nové technologie pomohla významně posunout digitalizaci knihovních fondů, katalogizaci a obor systémového knihovnictví obecně. Podílí se na všech nových organizačních změnách a odborných knihovnických postupech v práci knihovny, řeší problémy katalogizační práce a výměnných formátů, spolupracuje se Souborným katalogem České republiky. V roce 2014 se v Lyonu zúčastnila jednání Mezinárodní federace knihovnických asociací a institucí (IFLA). Řešila, jako první v knihovnách problematiku e-výpůjčky, která zahrnuje půjčování e-knih a e-audioknih v Jihočeské vědecké knihovně, přičemž formou přednášek a školení pomáhá s touto problematikou v dalších knihovnách v České republice. Byla vedoucí týmu v Jihočeské vědecké knihovně, který připravoval a řešil pro novou přístavbu Jihočeské vědecké knihovny v letech 2017 až 2020 systém navigace, který dovede čtenáře k regálu ve volném výběru kde se požadovaný dokument nachází - a to včetně barevného zvýraznění konkrétního regálu, třídníku MDT, jména autora, obálky i počtu stran knihy. Je členkou expertních skupin při Národní knihovně České republiky i Ministerstva kultury ČR. Věnuje se problematice odborného vzdělávání v národním měřítku. Hovoří francouzsky, anglicky, rusky. Je vdaná za PhDr. Pavla Hájka, odborného pracovníka Národního památkové ústavu v Českých Budějovicích.

### Členství
- Je členkou Svazu knihovníků a informačních pracovníků a průběžně i členkou výkonného výboru.
- Je členkou Správní rady Francouzské Aliance
- Je členkou frankofonního klubu Svazu knihovníků[8]
- Je členkou různých skupin a poradních orgánů Národní knihovny a Ministerstva kultury ČR

### Ocenění
- 2003 - Medaile Z. V. Tobolky za rozvoj českého knihovnictví[9]
- 2014 - Cena Ministerstva kultury ČR v soutěži Knihovna roku 2014 v kategorii významný počin v oblasti poskytování veřejných knihovnických a informačních služeb za zavedení e- výpůjček v Jihočeské vědecké knihovně[4]

### Dílo - výběrově
- Hájková, Zuzana. Katalogizace speciálních druhů dokumentů. České Budějovice: Jihočeská vědecká knihovna, 2005. 47 s.
- Hájková, Zuzana. E-knihy v Jihočeské vědecké knihovně v Českých Budějovicích a první zkušenosti s jejich půjčováním. Bulletin SKIP, 2014, 23 s
- Hájková, Zuzana, Mašek, Petr a Hájek, Pavel. Metodika tvorby rozšířeného bibliografického popisu starých tisků se zaměřením na tisky 16. století v zámeckých knihovnách České republiky. 1. vydání. České Budějovice: Národní památkový ústav, 2014. 93 stran. ISBN 978-80-7480-003-0
- Hájková, Zuzana a Pavlík, Jiří. České e-knihy pro knihovny, zkušenosti z Jihočeské vědecké knihovny v Českých Budějovicích. INFORUM 2015: 21. ročník konference o profesionálních informačních zdrojích
- Hájková, Zuzana a Nechvátal, Jiří. Digitalizace v Jihočeském kraji: fondy knihovny i dalších paměťových institucí v digitální podobě. Čtenář: měsíčník pro knihovny, 2016 62 s. s.58-60 ISSN 0011-2321
- Hájková, Zuzana. Z letošního kongresu Asociace francouzských knihovníků v Paříži. Bulletin SKIP 2017. Roč.23. č.3.
- Hájková, Zuzana, Pršínová, Tamara, ed. a Straková, Libuše, ed. Dějiny rybníkářství v jižních Čechách: výběrová bibliografie. České Budějovice: Státní vědecká knihovna, 2000. 20 s
- Hájková, Zuzana. Čtenářský klub jako netradiční doplněk přednášek o francouzské literatuře. Bulletin SKIP 2023. 32 s. ISSN 1213-5825